# Kepler-28
 (juin 2025).
Désignations
Kepler-28 est une naine rouge située dans la constellation du Cygne, à environ 438,36 parsecs de la Terre.

## Caractéristiques physiques
Cette étoile est de type spectral M0 V.
Sa température effective est d'environ 4 499,3 K.
Sa masse est estimée à 0,68 fois celle du Soleil.
Son rayon est d'environ 0,66 fois celui du Soleil.
Sa luminosité est d'environ 0,18 fois celle du Soleil.

## Observation
Ses coordonnées célestes sont : ascension droite 19h 28m 32,89s, déclinaison +42° 25′ 46,14″.

## Système planétaire
| Planète     | Masse   | Demi-grand axe (ua) | Période orbitale (jours) | Excentricité | Inclinaison | Rayon   |
| ----------- | ------- | ------------------- | ------------------------ | ------------ | ----------- | ------- |
| Kepler-28 b | 0,01 MJ | 0,06                | 5,91                     | 0,000        | 89,51°      | 0,17 RJ |
| Kepler-28 c | 0,01 MJ | 0,08                | 8,99                     | 0,017        | 89,98°      | 0,17 RJ |